# (7375) 1980 PZ
1980 بي زد (ويعرف أيضًا باسم (7375) 1980 بي زد وفق تسمية الكوكب الصغير) (بالإنجليزية: 1980 PZ)‏ هو كويكب ضمن حزام الكويكبات؛ وترتيبه 7375 من حيث الاكتشاف.
اكتُشف هذا الجُرم الفلكي بواسطة Zdeňka Vávrová ‏ في 14 أغسطس 1980.

## وصلات خارجية
- (7375) 1980 PZ في قاعدة بيانات مختبر الدفع النفاث لأجرام النظام الشمسي الصغيرة

- الاكتشاف · مخطط المدار ·  العناصر المدارية · المعلمات المادية

- (7375) 1980 PZ على موقع ويكي سكاي: DSS2, SDSS, GALEX, IRAS, Hydrogen α, X-Ray, Astrophoto, Sky Map, Articles and images